# Blackdoor Miracle
Blackdoor Miracle è il quinto album in studio del gruppo black metal norvegese Ragnarok, pubblicato nel 2004.

## Tracce
1. Preludium – 1:54
2. Heir of Darkness – 4:26
3. Rites of Geburah – 4:30
4. Blackdoor Miracle – 4:43
5. Murder – 5:17
6. Kneel – 4:06
7. Bless Thee for Granting Me Pain – 4:14
8. Journey from Life – 6:45

## Formazione
- Hoest - voce
- Rym - chitarra
- Jerv - basso
- Jontho P. - batteria